# 山普魯氍毹
山普魯氍毹，亦名洛浦氍毹，是兩幅出土於新疆和田地區洛浦縣山普魯鎭的古毛毯。

## 發現
2007年，有尋找玉石的人在挖掘山普魯古河道時發現五幅氍毹，其中兩幅長方形毯不僅色澤鮮豔，其上還織繪衆多人物圖像。2010年，新疆文物考古研究所的攝影師祁小山首次公佈了氍毹的照片。

## 概述
氍毹的製作年代為5至7世紀，其上所織繪的內容不同於人們通常對于闐王國文化的認知，諸如「非佛教主題的圖案」，也沒有古于闐人擅長的「屈鐵盤絲」繪畫風格。氍毹的內框紋樣出現海洋民族獨有之波浪形態的「波頭紋」。
對此，美國紐澤西州威廉帕特森大學的華人學者張禾和北京大學于闐語學者段晴持不同觀點。張認為氍毹的圖像描繪的是印度教神祇克里須那的生平傳奇，比如有「巧換嬰兒」、「偷食奶油」、「命名儀式」、「林中娛樂」、「重返秣菟羅」等情節。
而段則認為織入的是美索不達米亞的《吉爾伽美什史詩》敍事，講述蘇美英雄吉爾伽美什到訪地獄遍求諸神，最後在伊南娜女神的幫助下成功令好友恩奇杜起死復生的故事。並且吉爾伽美什在尋訪過程中所遇到的神靈都可一一對應至希臘神話中的諸神，比如神使赫密士、冥王黑帝斯、冥后波瑟芬妮、鍛造神赫菲斯托斯，還目睹愛神阿芙蘿黛蒂情繫戰神阿瑞斯。

## 意義
雖然以上所述並非唯一的明確結論，但氍毹的出現昭示了東西文化交流的更早脈動，顯示出于闐王國和古印度，甚至古希臘之間的文化聯繫。

## 圖集
其餘三幅方形氍毹，根據張禾的觀點，其上織繪的是裸童天使像；根據段晴的觀點，則是一對于闐語名叫做和的無性別神靈。

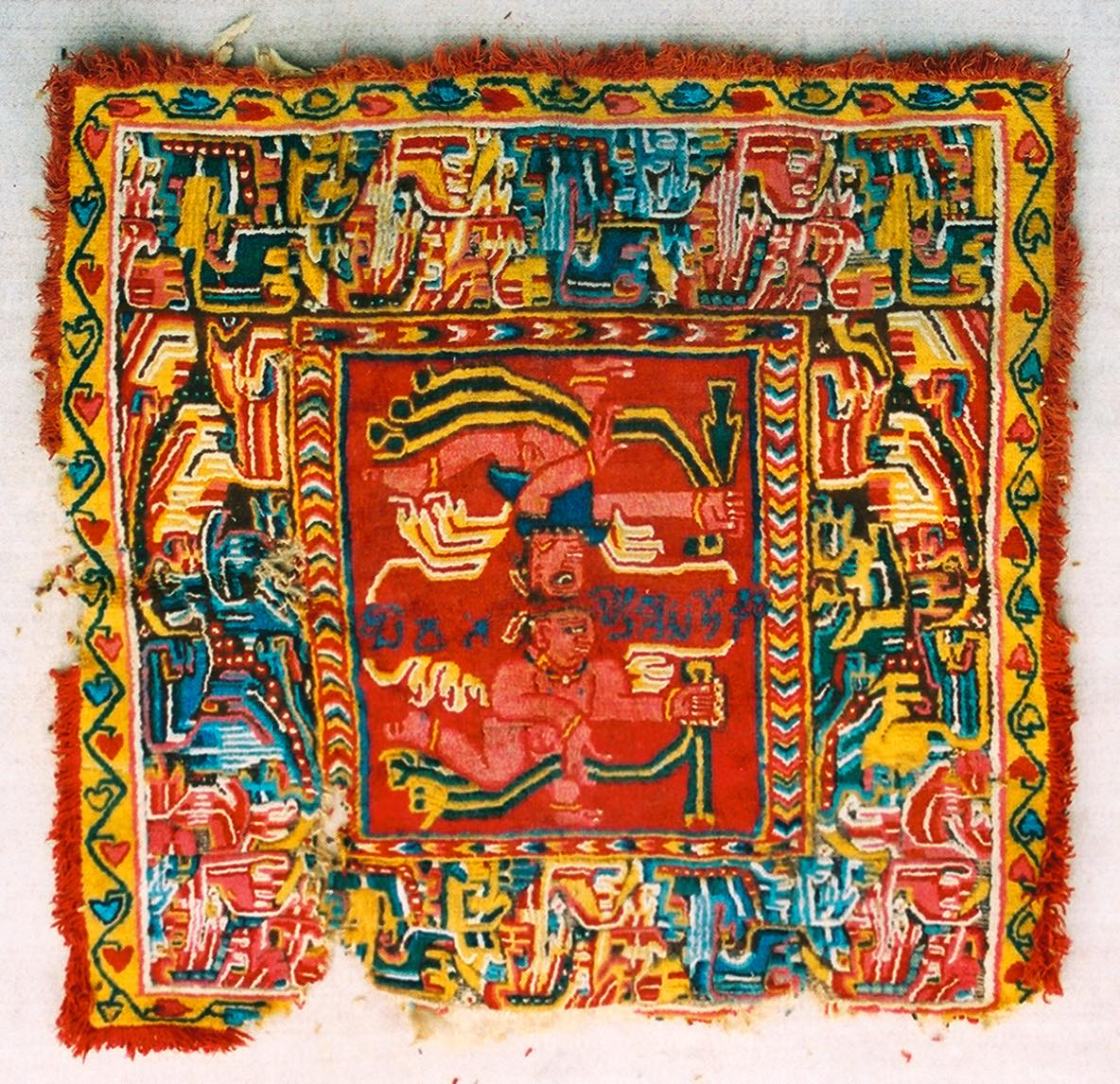
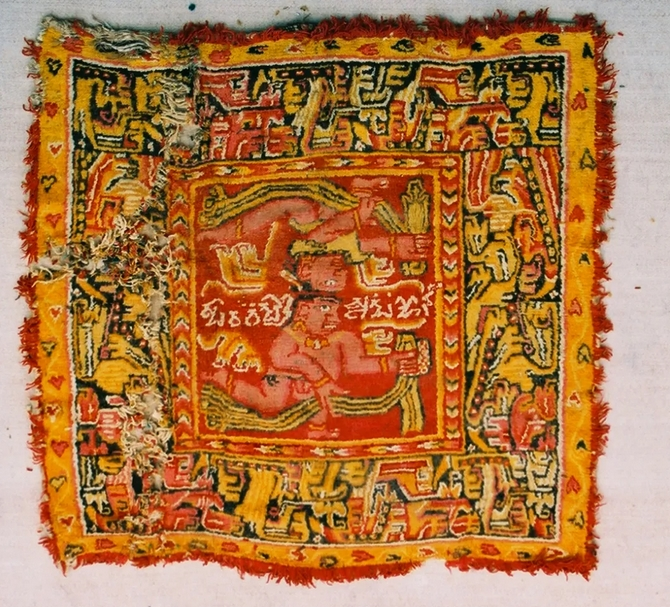
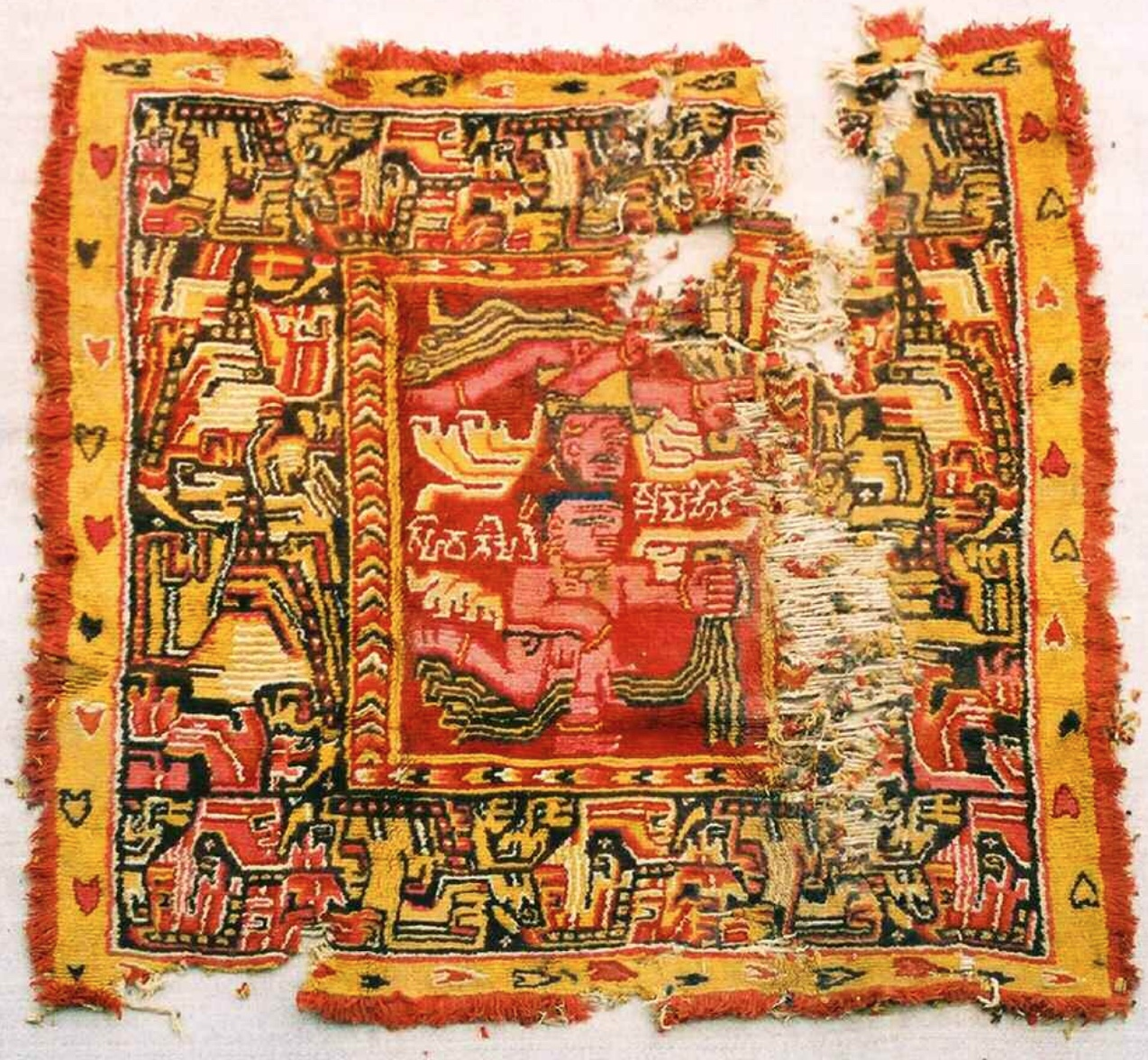

## 關聯條目
- 山普拉掛毯

## 腳註
1. ↑  氍毹，根據教育部國語辭典的釋義，意思是毛織的地毯。漢．無名氏〈隴西行〉：「請客北堂上，坐客氈氍毹。」[2]